# Рескупорид VII
Рескупорид VII (Тиберий Юлий Рескупорид; греч. Τιβέριος Ἰούλιος Ῥησκούπορις; умер в 336/337) — царь-соправитель Боспора в 322/323—336/337 годах. Нумерация не совсем утверждена, поскольку его предшественника Рескупорида VI рассматривают также как Рескупорида V или IV. Отсюда этого Рескупорида считают как VI или V.

## Биография
Происходил из династии Тибериев Юлиев. Его отцом считается царь-соправитель Савромат IV, по другой версии, менее определенной, Фофорс. В 322 или 323 году после смерти царя Радамсада добился назначения себя соправителем Рескупорида VI.
Руководил азиатской частью, поддерживая торговые отношения с городами черноморского побережья Кавказа, а также с Колхидой и Иберией. Придерживался проримской позиции. Впрочем, монет Рескупорида VII не сохранилось. Есть отдельные упоминания. Умер в 336 и 337 году, возможно убит в результате заговора Савромата V, сына Рескупорида VI.
Сыном Рескупорида VII считается Рескупорид VIII (VII).